# Museo archeologico di Paro
Il museo archeologico di Paro ha sede a Paroikia, capoluogo dell'isola di Paro, nell'arcipelago delle Cicladi, in Grecia.

## Storia
Il museo è stato fondato nel 1960, quando una grande sala è stata costruita in prossimità della scuola superiore. Una seconda sala è stata inaugurata alla fine degli anni sessanta ed un'ulteriore estensione del museo è iniziata a partire dal 1995.

## Collezioni

Pianta del museo.

Il Museo ospita varie collezioni di oggetti ritrovati nell'isola ordinati nelle diverse sale. Da segnalare in particolare le sculture di età arcaica e classica, le ceramiche, le sculture e i piccoli ritrovamenti datati dal neolitico all'età romana e infine gli splendidi pavimenti con mosaici del periodo romano.

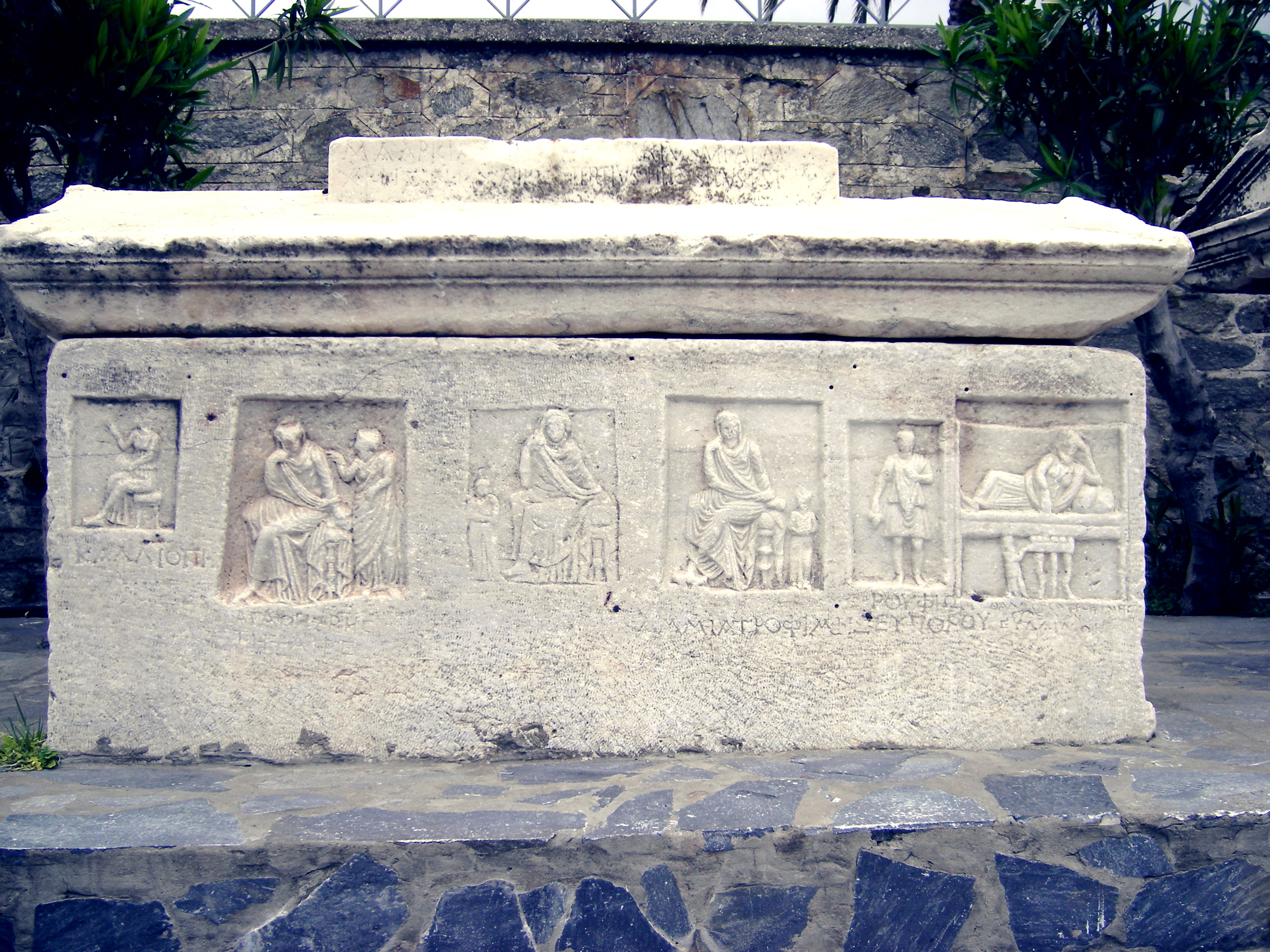
Sarcofago romano II-III secolo.
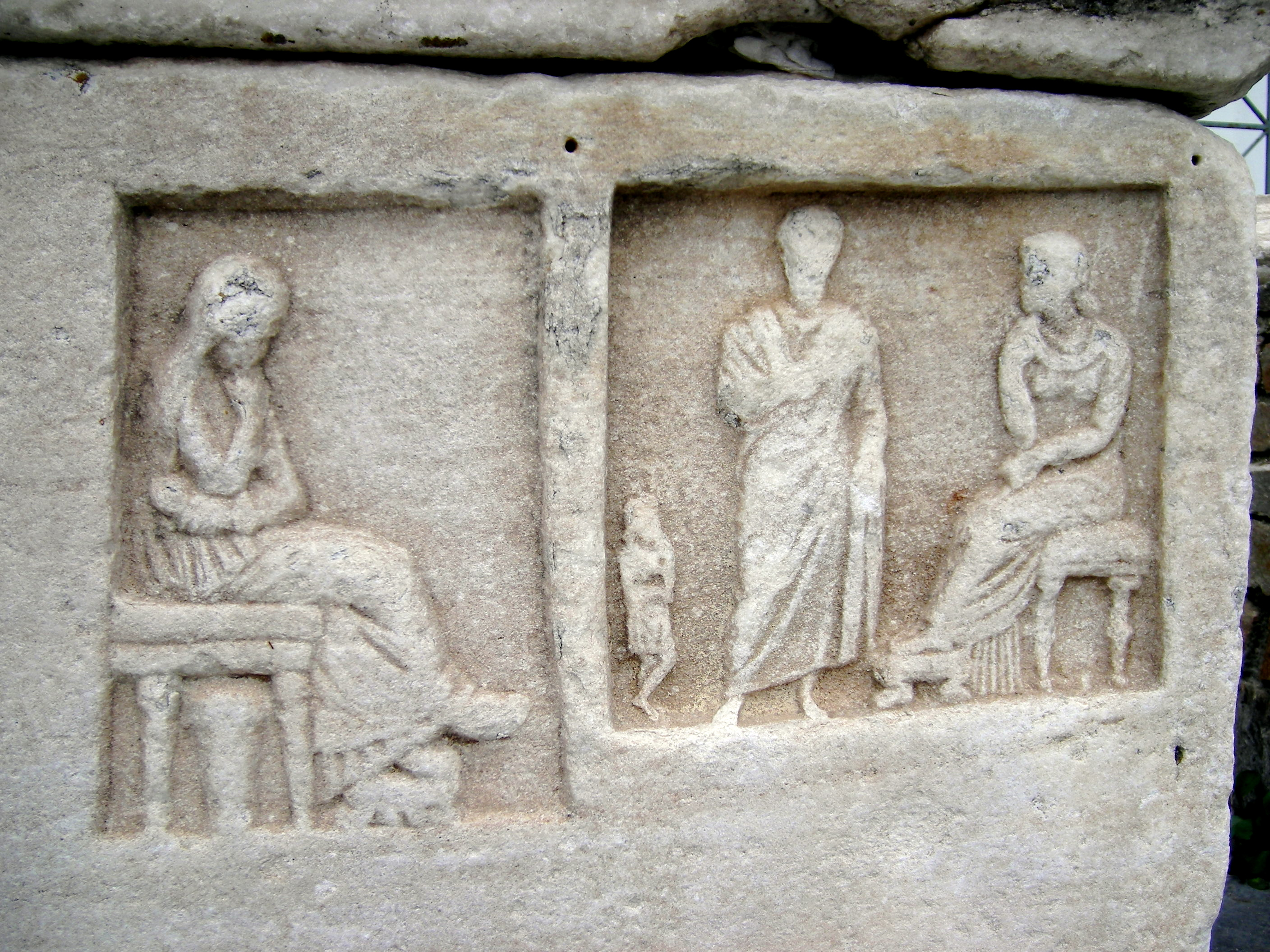
Sarcofago romano II-III secolo.
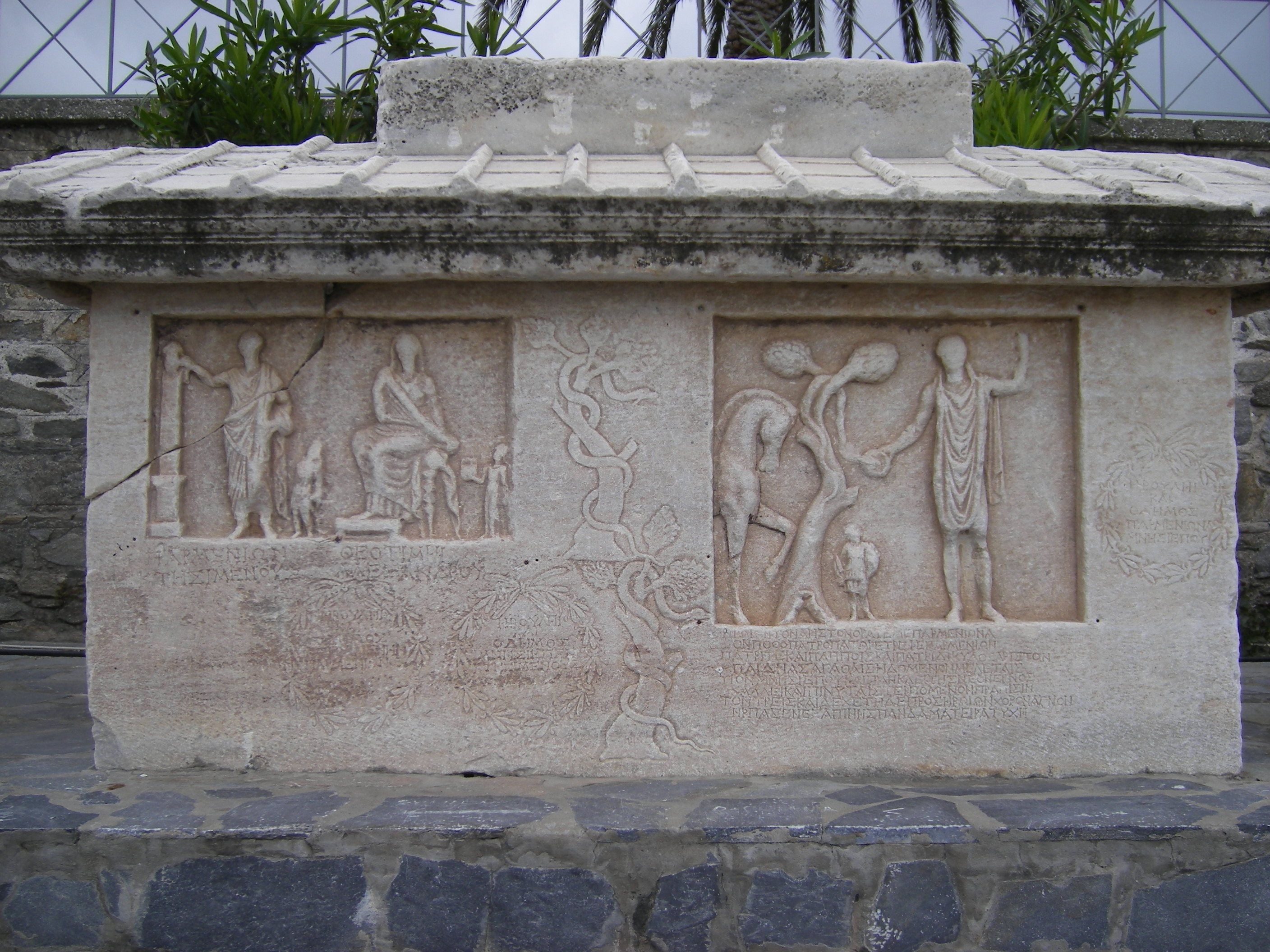
Sarcofago romano II-III secolo.
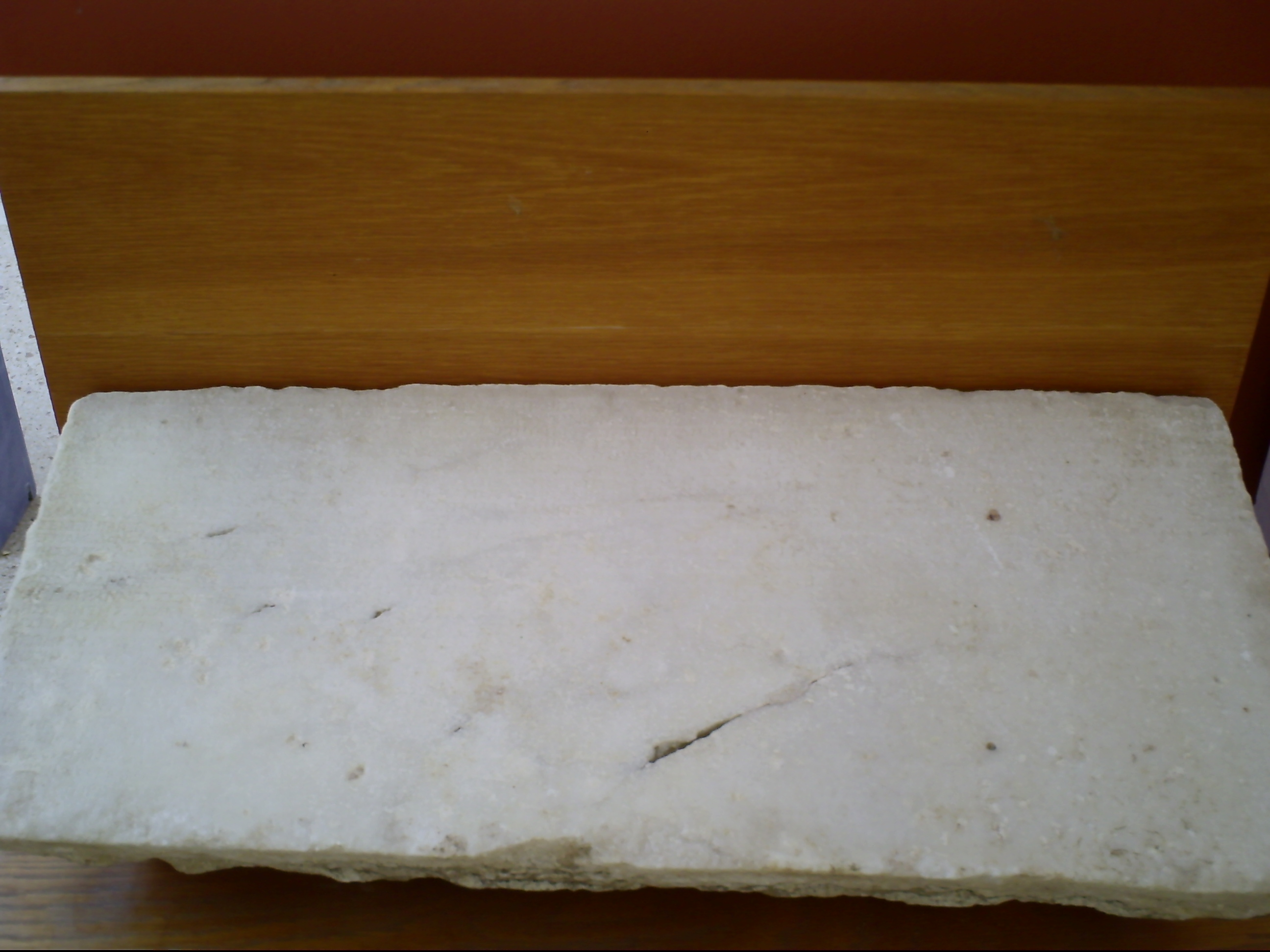
Frammento del Marmor Parium.